# Frobenius-Expedition
Als Frobenius-Expedition werden verschiedene Forschungsexpeditionen bezeichnet, die nach dem deutschen Ethnologen Leo Frobenius (1873–1938) benannt sind, der das Forschungsinstitut für Kulturmorphologie gründete, das heute unter der Bezeichnung Frobenius-Institut (in Frankfurt/Main) bekannt ist. Insbesondere steht die Bezeichnung für die Unternehmungen der Deutschen Inner-Afrikanischen Forschungsexpedition (D.I.A.F.E.), die 1905 gegründet wurde und bis 1935 zwölf von Leo Frobenius geleitete große Forschungsexpeditionen nach Afrika durchführte, und nach seinem Tod weitere in den Erdteil, z. B. nach Süd-Äthiopien 1950–1952 und 1954–1956 (Adolf Jensen).

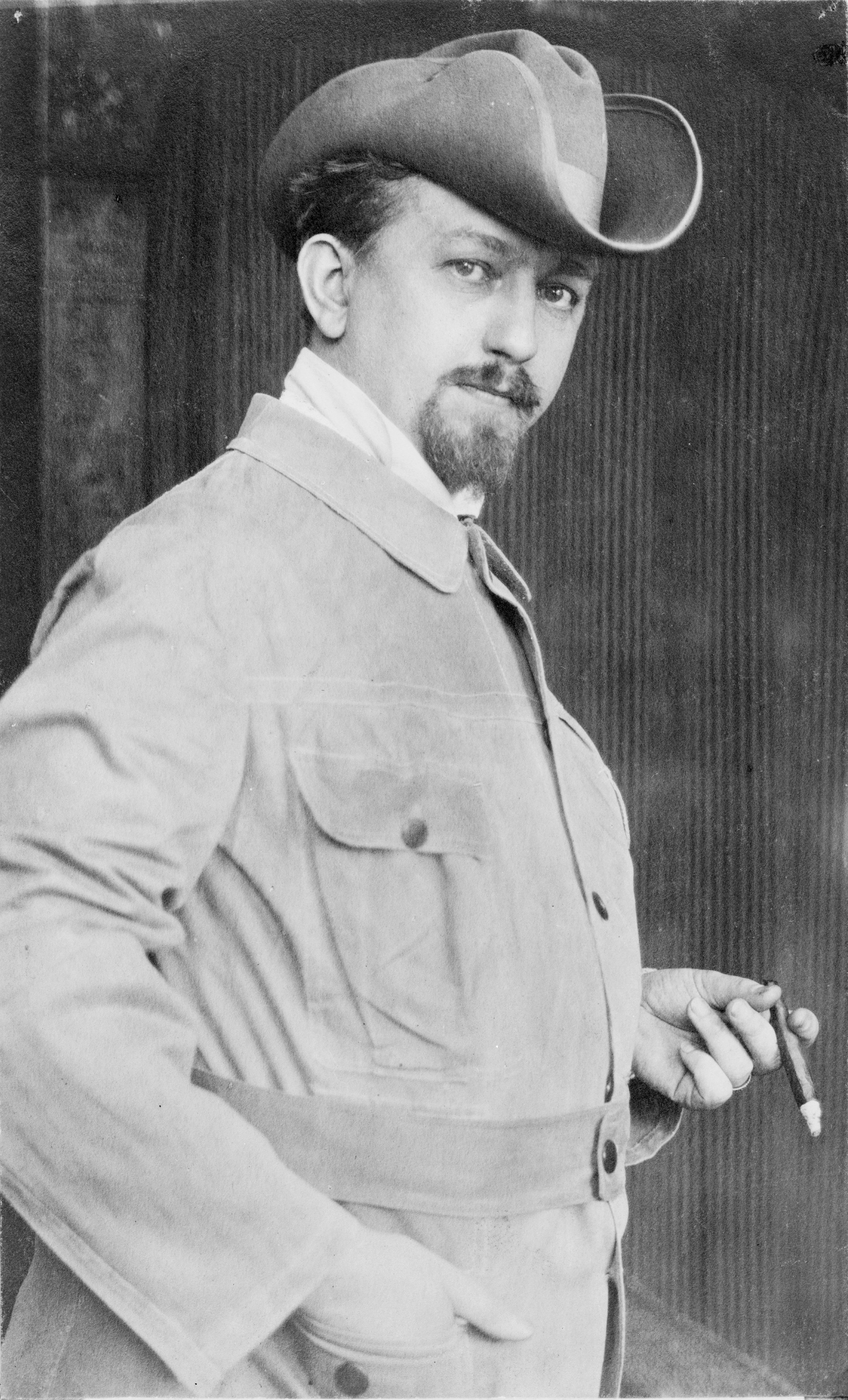
Leo Frobenius

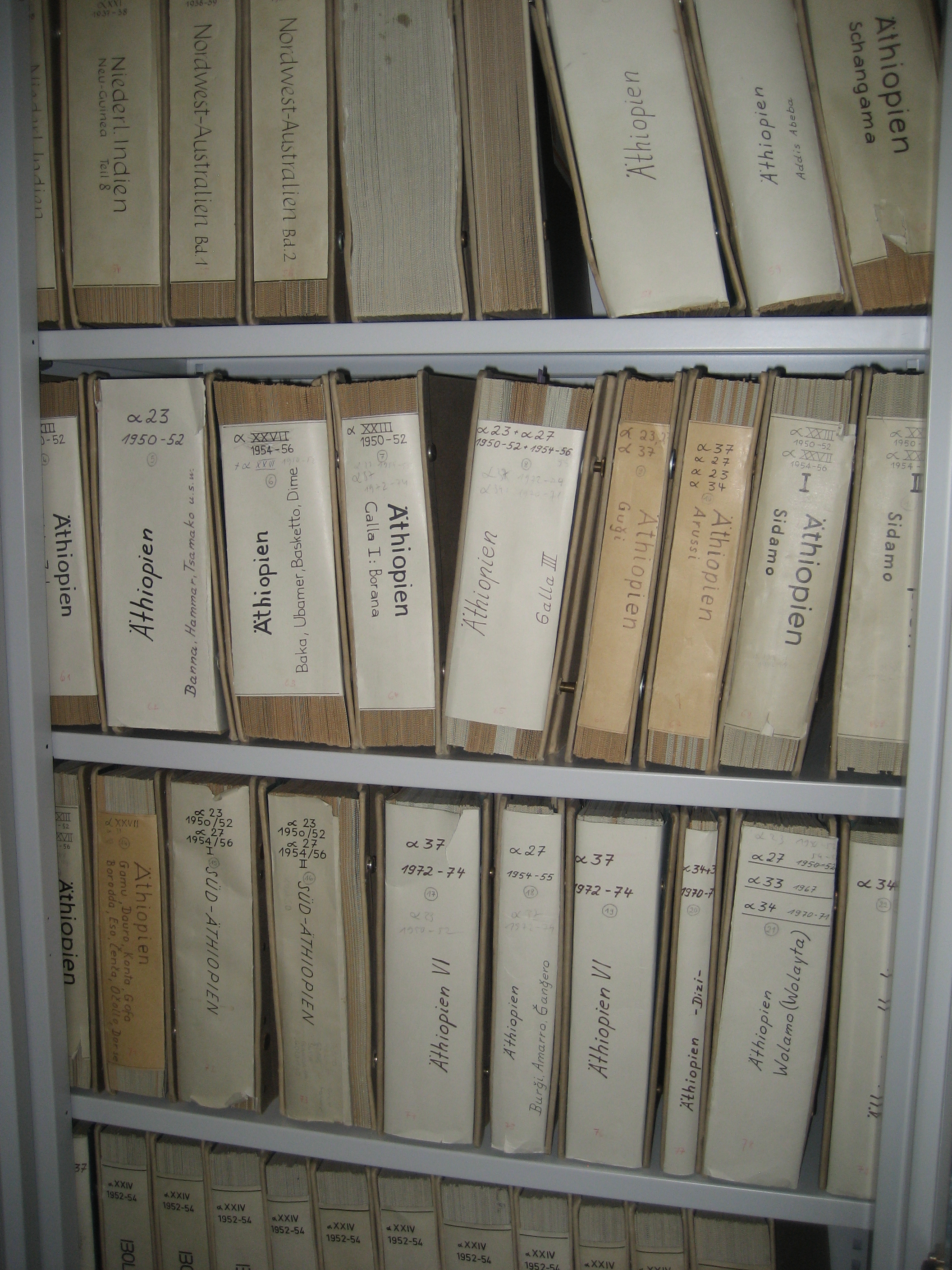
Originalalben mit Fotos, die während der Expeditionen aufgenommen wurden

Darüber hinaus gab es unter der Bezeichnung Frobenius-Expedition verschiedene weitere Expeditionen in andere Erdteile.
Die folgende Übersicht erhebt keinen Anspruch auf Aktualität oder Vollständigkeit:

## Frobenius-Expeditionen (Auswahl)
- Deutsche Inner-Afrikanische Forschungsexpedition

1. (1904–1906)
2. (1907–1909)
...
4. (1910–1912)
...
7. (1915)
...
12. (1934–1935)
13./14. Süd-Äthiopien 1950–1952 und 1954–1956 (Adolf Jensen)
- Frobenius-Expedition 1937–1938 auf die Molukken und nach Holländisch Neu-Guinea
- Frobenius-Expedition 1938 nach Nordwestaustralien (Helmut Petri, Andreas Lommel)
- Frobenius-Expedition nach Bolivien 1952–1954
- Frobenius-Expedition 1954–1955 nach Südost-Venezuela
- Frobenius-Expedition nach Nordwest-Australien 1954/1955
- Frobenius-Expedition nach Indien 1955/1956
- Frobenius-Expedition nach Libyen 1963/1964

## Verschiedenes
Die Forschungsergebnisse der Expeditionen wurden in verschiedenen Monographien und Publikationsreihen veröffentlicht. Es gibt auch eine Buchreihe Ergebnisse der Frobenius-Expeditionen.